# Oktjabrskij
Oktjabrskij (russisk: Октябрьский, tr. Oktjabrskij; basjkirsk: Октябрьский, tr. Oktjabrskij) er by i den autonome republik Basjkortostan i Rusland. Oktjabrskij har 116.427(2024) indbyggere.

## Geografi
Byen ligger på højre bred af floden Ik, en højre biflod til Kama, omkring 160 km vest for republikkens hovedstad Ufa ved Ural-motorvejen M5. Oktjabrskij er befolningsmæssigt den femte største by i Basjkortostan. Umiddelbart vest for byen løber grænsen mellem Basjkortostan og Republikken Tatarstan. Den nærmeste by, Bavlý, 17 km sydvest, ligger i Tatarstan.

## Historie
Oktjabrskij blev grundlagt i 1937  som en bosættelse for at udviklingen af de lokale olie- og gasforekomster. I 1942 fik byen sit nuværende navn (dansk: ~ Oktoberbyen) i anledningen 25-årsdagen for Oktoberrevolutionen. Oktjabrskij fik bystatus i 1946. Da olieproduktionen faldt i 1950'erne, skiftede byens økonomi til produktion af forbrugsvarer.

### Befolkningsudvikling
| År   | Indbyggere |
| ---- | ---------- |
| 1959 | 64.717     |
| 1970 | 77.054     |
| 1979 | 88.030     |
| 1989 | 104.732    |
| 2002 | 108.647    |
| 2010 | 109.474    |

Note: Data fra folketællinger

## Økonomi og trafik
I dag er Oktjabrskij både som olie- og industriby. De vigtigste lokale virksomheder omfatter en afdeling af Basjneft, et ingeniørfirma der udvikler olieproduktionsfaciliteter, byggemateriale- og bilreservedelsindustrien, en kraftliniefabrik og en keramikfabrik. Byen er også hjemsted for et forskningsinstitut for olieproduktion.